# Parti libéral-réformateur (Moldavie)
Pour les articles homonymes, voir Parti libéral-réformateur.
Le Parti libéral-réformateur (en roumain : Partidul Liberal Reformator, PLR) est un Parti politique moldave, formé le 8 mai 2013 pour s'opposer à la ligne politique de Mihai Ghimpu, le président du Parti libéral.
Il est dirigé par le président du groupe parlementaire libéral, Ion Hadârcă, et réunit six autres députés au Parlement de Moldavie, soit un total de sept parlementaires sur douze.
Se défendant de toute scission, le groupe a pourtant rejoint la Coalition pour un gouvernement proeuropéen, qui succède à l'Alliance pour l'intégration européenne (AIE). Il apporte ainsi son soutien au gouvernement de Iurie Leancă, également formé du Parti libéral-démocrate de Moldavie (PLDM) et du Parti démocrate de Moldavie (PDM), alors que le PL se situe officiellement dans l'opposition.